# Georgios Koutsias
Georgios „Giorgos“ Koutsias (griechisch Γεώργιος «Γιώργος» Κούτσιας, * 8. Februar 2004 in Thessaloniki) ist ein griechischer Fußballspieler, der aktuell bei Chicago Fire FC unter Vertrag steht. 2021 war er einer von sechzig Talenten der „Next Generation“-Liste von The Guardian.

## Karriere

### Verein
Koutsias wechselte 2012 von Tilemachos Alexandria zu PAOK Thessaloniki. Anfangs fuhr er jeden Tag nach der Schule eine Stunde lang in die PAOK Akademie, um dort Fußball zu spielen. Im Alter von zwölf Jahren zog er in die Stadt um. Am 2. Oktober 2019 debütierte er beim 1:1-Auswärtsspiel gegen Bohemians Dublin in der UEFA Youth League, als er in der 90. Spielminute für Antonis Gaitanidis eingewechselt wurde. Seine Mannschaft schied jedoch bereits in der zweiten Runde gegen Dynamo Kiew aus, wobei er in allen vier Spielen zum Einsatz kam. Am 6. Oktober 2019 debütierte er beim 1:2-Auswärtssieg gegen die U19-Mannschaft von Asteras Tripolis in der Super League K19, als er in der 86. Spielminute für Dimitrios Panidis eingewechselt wurde. In der Saison 2019/20 spielte er 17 U19-Ligaspiele und traf dabei sechsmal.
Am 18. Oktober 2020 debütierte er beim 1:1-Heimspiel gegen Atromitos Athen in der Super League, als er in der 72. Spielminute für Karol Świderski eingewechselt wurde. Am 10. Dezember 2020 debütierte er in der UEFA Europa League beim 0:0-Heimspiel gegen den FC Granada. Zuvor war er bereits in fünf Spielen auf der Bank, jedoch schied seine Mannschaft als Gruppendritter bereits nach der Gruppenphase aus. In der Saison 2020/21 kam er in der A-Liga auf zwei Einsätze und die Mannschaft erreichte Platz 4. Im Pokal kam er auf drei Einsätze und die Mannschaft gewann das Finale gegen Olympiakos Piräus. In der U19-Liga kam er auf sechs Einsätze und acht Tore.
2021 war er einer von 60 Talenten der „Next Generation“-Liste von The Guardian.
Im September 2022 wechselte er auf Leihbasis zum Ligakonkurrenten Volos NFC. Ende Februar 2023 Chicago Fire die Verpflichtung von Georgios Koutsias bekannt.

### Nationalmannschaft
Am 13. November 2019 debütierte er beim 1:6-Sieg gegen die U17-Mannschaft von Aserbaidschan für die griechische U17-Mannschaft.
Am 13. November 2020 debütierte er bei der 0:2-Niederlage gegen die U21-Mannschaft von Tschechien für die griechische U21-Mannschaft.

## Spielweise
Koutsias ist ein schneller und torgefährlicher Spieler.

## Erfolge
PAOK Thessaloniki
- Griechischer Pokalsieger: 2020/21